# Anthozela anonidii
Anthozela anonidii är en fjärilsart som beskrevs av Ghesquière 1940. Anthozela anonidii ingår i släktet Anthozela och familjen vecklare. Inga underarter finns listade i Catalogue of Life.